# Maskerparulazanger
De maskerparulazanger (Setophaga pitiayumi, synoniem: Dendroica pitiayumi) is een zangvogel uit de familie der Parulidae (Amerikaanse zangers).

## Verspreiding en leefgebied
Deze soort komt voor in Noord-, Midden- en Zuid-Amerika en telt 14 ondersoorten:
- Setophaga pitiayumi nigrilora: de zuidelijk-centrale Verenigde Staten en oostelijk Mexico.
- Setophaga pitiayumi pulchra: westelijk Mexico.
- Setophaga pitiayumi insularis: Tres Marias (nabij westelijk Mexico).
- Setophaga pitiayumi graysoni: Socorro en de Revillagigedo-eilanden (nabij westelijk Mexico).
- Setophaga pitiayumi inornata: van zuidelijk Mexico tot noordelijk Honduras.
- Setophaga pitiayumi speciosa: van zuidelijk Honduras tot Panama.
- Setophaga pitiayumi cirrha: Coiba (zuidwestelijk van Panama).
- Setophaga pitiayumi nana: oostelijk Panama en noordwestelijk Colombia.
- Setophaga pitiayumi elegans: noordelijk Colombia, noordelijk Venezuela, Trinidad en Tobago.
- Setophaga pitiayumi pacifica: van zuidwestelijk Colombia tot noordwestelijk Peru.
- Setophaga pitiayumi roraimae: zuidelijk Venezuela, de Guiana's en noordelijk Brazilië.
- Setophaga pitiayumi alarum: oostelijk Ecuador en noordelijk Peru.
- Setophaga pitiayumi melanogenys: van centraal Peru tot westelijk Bolivia.
- Setophaga pitiayumi pitiayumi: van centraal en oostelijk Brazilië tot oostelijk Bolivia, Paraguay, noordelijk Argentinië en Uruguay.